# Pansarhjärta
Pansarhjärta (originaltitel: Panserhjerte) är en roman från 2009 av den norske författaren Jo Nesbø och den åttonde boken i Harry Hole-serien. Romanen utkom 2010 i svensk översättning av Per Olaisen på Piratförlaget. På norska utkom romanen på förlaget Aschehoug. Med romanen vann Nesbø Palle Rosenkrantz-priset 2009.

## Handling
Harry Hole befinner sig i Hongkong när två kvinnor påträffas drunknade i sitt eget blod i Oslo. Han släpas tillbaka till Oslo för att tillsammans med Kaja Solness kartlägga mördarens mönster.